# 千葉胤泰
千葉 胤泰（ちば たねやす、生没年不詳）は、南北朝時代の人物。千葉氏の第9代当主千葉宗胤の次男。九州千葉氏（肥前千葉氏）の祖。

## 生涯
祖父頼胤に代って父宗胤が肥前国に赴いた間に叔父の胤宗が千葉介家の本領千葉荘を領有し、従兄弟の貞胤（胤宗の子）が千葉氏の家督を継いだ。兄の胤貞は、下総国千田荘を本拠として貞胤と千葉氏の家督を賭けて争うが、貞胤が降伏した直後に自身が病没し宗家復帰はならなかった。このため、肥前国に在った胤泰が九州千葉氏を興す事になった。